# Bodega Bay
Bodega Bay és una població dels Estats Units a l'estat de Califòrnia. Segons el cens del 2000 tenia 1.423 habitants.

## Demografia
Segons el cens del 2000, Bodega Bay tenia 1.423 habitants, 669 habitatges, i 432 famílies. La densitat de població era de 65,6 habitants per km².
Dels 669 habitatges en un 14,5% hi vivien nens de menys de 18 anys, en un 57,5% hi vivien parelles casades, en un 3,9% dones solteres, i en un 35,4% no eren unitats familiars. En el 27,2% dels habitatges hi vivien persones soles el 9,1% de les quals corresponia a persones de 65 anys o més que vivien soles. El nombre mitjà de persones vivint en cada habitatge era de 2,11 i el nombre mitjà de persones que vivien en cada família era de 2,47.
Per edats la població es repartia de la següent manera: un 12,7% tenia menys de 18 anys, un 6,2% entre 18 i 24, un 21,7% entre 25 i 44, un 36,5% de 45 a 60 i un 22,8% 65 anys o més.
L'edat mediana era de 51 anys. Per cada 100 dones de 18 o més anys hi havia 106,3 homes.
La renda mediana per habitatge era de 56.818 $ i la renda mediana per família de 60.750 $. Els homes tenien una renda mediana de 27.778 $ mentre que les dones 28.375 $. La renda per capita de la població era de 37.226 $. Entorn del 2% de les famílies i el 4% de la població estaven per davall del llindar de pobresa.

## Poblacions més properes
El següent diagrama mostra les poblacions més properes.